# Póvoa de Varzim
Póvoa de Varzim (indûment appelée quelquefois Póvoa « do » Varzim) est une municipalité (en portugais : concelho ou município) portugaise du District de Porto, lui-même situé dans la région Nord. D'une population estimée pour l'année 2005 à 65 882 habitants, Póvoa de Varzim est située dans une plaine côtière sableuse, entourant le Cap de Saint-André, à mi-chemin entre les fleuves Minho et Douro.
Elle est une des principales stations balnéaires du nord du Portugal.

## Histoire
Les premières populations s'y installèrent il y a 4 000 à 6 000 ans. Des perturbations dans la région conduisirent à la fondation d'une cité fortifiée. La place de la mer dans l'économie locale fut toujours de premier ordre, premièrement grâce au commerce maritime, ensuite par la pêche, menant à la signature en 1308 d'une charte qui transforma la ville, au XVIIIe siècle, en tant que principal port de pêche du nord du Portugal. Depuis la fin du XIXe siècle, la superficie des plages a permis à Póvoa de Varzim de se positionner comme l'une des villes les plus touristiques de la région.
- La Cividade de Terroso

## Économie
Póvoa de Varzim est une des rares zones de jeux d'argent autorisées au Portugal, et possède également des industries textiles et alimentaires significatives. Sa tradition culinaire riche, où le poisson est très présent, se marie à des traditions anciennes telle que l'utilisation de symboles appelés poveiras ou masseiras, héritage des pêcheurs, qui a traversé les siècles.

## Monuments
La ville possède trois monuments « nationaux » : la millénaire église de Saint-Pierre de Rates (un des principaux monuments romans du Portugal), l'Aqueduc de Santa Clara et le pilori d'art manuélin de Póvoa de Varzim, construit en 1514 et représentant l'émancipation municipale de la ville.

## Personnalités
- Bruno Alves, footballeur international portugais qui a joué au FC Porto, est né à Povoa de Varzim en 1981.
- António Lima Pereira, footballeur international portugais qui a également joué au FC Porto, est né à Povoa de Varzim.
- Helder Postiga, footballeur international portugais qui a joué au FC Porto, puis au Sporting CP est né à Povoa de Varzim.
- Eça de Queirós, auteur naturaliste et diplomate portugais y est né en 1845.
- Rui Costa, champion du monde de cyclisme en 2013, est né à Povoa de Varzim en 1986.

## Jumelages
- Montgeron (depuis 1986)
- Eschborn (depuis 2010)
- Magog
- Viernau
- Żabbar

## Festivals
Póvoa de Varzim est réputée pour ses festivals.
- 2e dimanche de Pâques : procession de Notre-Dame de l'Exil (Senhora do Desterro) à Bairro Norte, au travers des rues décorées de tapis de fleurs.
- 29 juin : fête de saint Pierre, patron de la ville et des pêcheurs.
- 15 août : fête de l'Assomption.

## Film tourné à Póvoa de Varzim
- 1941-1942 : Ala-Arriba! de José Leitão de Barros.